# Silene catholica
Silene catholica är en nejlikväxtart som först beskrevs av Carl von Linné, och fick sitt nu gällande namn av Aiton fil. Silene catholica ingår i släktet glimmar, och familjen nejlikväxter. Inga underarter finns listade i Catalogue of Life.